# Майдантал
Майданта́л (каз. Майдантал, узб. Maydontol, Майдонтол) — горная река в Казахстане и Узбекистане (небольшой конечный участок), правая составляющая реки Пскем. В верхнем течении носит название Шынгы́з.

## Описание
Длина Майдантала равна 49 километрам, площадь бассейна составляет 471 км². Имеет более 60 притоков общей протяжённостью свыше 140 км. Средняя высота водосбора — 3130 метров (10% лежит в нивальной зоне). Река наиболее полноводна с мая по сентябрь (сток возрастает до 25,8—47,4 м³/с).
Майдантал начинается от слияния двух безымянных истоков в Таласском Алатау на высоте 2914 метров. Оба водотока имеют родниковое происхождение. Исток Майдантала располагается в Туркестанской области недалеко от границы с Узбекистаном, на территории Аксу-Жабаглинского заповедника.
Вначале река ориентирована в общем восточном направлении, после слияния с Ашутором поворачивает на юго-восток, протекая в долине между Пскемским хребтом и Майдантальским хребтом. У южной оконечности Майдантальского хребта пересекает государственную границу и сливается с Ойгаингом в реку Пскем на территории Ташкентского вилоята Узбекистана. Около слияния рек расположена метеостанция «Майдантал».
В летний период земли в долине реки используются в качестве высокогорных пастбищ (яйлау).